# Final de la ASB Premiership 2013-14
La final de la ASB Premiership 2013/14 fue el encuentro que definió al campeón de dicha edición de la primera división de Nueva Zelanda. Tuvo lugar el 16 de marzo de 2014 en el Kiwitea Street de Auckland y determinó el quinto título del Auckland City, el primero desde la temporada 2008/09; que venció al Team Wellington por 1-0 con gol de Emiliano Tade. Fue la final en la que menos goles se marcaron de la historia del torneo.
Era la séptima final que disputaba el Auckland y la tercera por parte del Team Welly, que perdió ante el Waitakere United en la ediciones 2007/08 y 2011/12. Los Navy Blues habían vencido en las semifinales a su clásico rival, el Waitakere; mientras que el Team Wellington había eliminado al Hawke's Bay United.
Ambos equipos clasificaron a la Liga de Campeones de la OFC 2015, siendo la primera vez que el club de Wellington, califica para una competición internacional.

## Resumen
El partido empezó con chances claras para ambos lados, en el minuto 13 Alex Feneridis de cabeza casi marca el primero para el Auckland y diez minutos después Henry Fa'arodo estuvo cerca de aumentar la cuenta para los wellingtonianos. Finalmente, a los 31, el argentino Emiliano Tade, el goleador de la temporada, aprovechó un pelotazo de Ivan Vicelich y marcó el primer y único tanto del encuentro.
Desde ese momento, el City comenzó a dominar el partido y a justificar la ventaja. Ya en el segundo tiempo, aún con la necesidad del Team Wellington de marcar, el Auckland era el que tenía más chances de gol. Sobre el final, en tiempo de descuento, una buena combinación entre Roy Kayara y James Musa casi acaba en el tanto del empate, pero el tiro se fue afuera. Unos minutos más tarde, Matt Conger señaló el final, y el Auckland City, ante 2 232 espectadores, se proclamó nuevamente campeón de Nueva Zelanda.

## Ficha del partido
| 1     | Guardameta     | Tamati Williams   |  |
| 6     | Defensa        | John Irving       |  |
| 15    | Defensa        | Ivan Vicelich     |  |
| 5     | Defensa        | Ángel Berlanga    |  |
| 3     | Defensa        | Takuya Iwata      |  |
| 23    | Centrocampista | Sam Burfoot 68'   |  |
| 8     | Centrocampista | Chris Bale        |  |
| 13    | Centrocampista | Alex Feneridis    |  |
| 20    | Delantero      | Emiliano Tade     |  |
| 17    | Delantero      | João Moreira 76'  |  |
| 10    | Delantero      | Ryan de Vries 86' |  |
| D. T. | D. T.          | Ramon Tribulietx  |  |

| 1     | Guardameta     | Jacob Spoonley        |  |
| 22    | Defensa        | Justin Gulley         |  |
| 14    | Defensa        | James Musa            |  |
| 18    | Defensa        | Tom Doyle             |  |
| 9     | Defensa        | Cory Chettleburgh 82' |  |
| 19    | Centrocampista | Tobias Bertsch 71'    |  |
| 5     | Centrocampista | Adam Cowan            |  |
| 4     | Centrocampista | Colin Murphy          |  |
| 10    | Centrocampista | Charlie Henry 71'     |  |
| 9     | Delantero      | Henry Fa'arodo        |  |
| 23    | Delantero      | Joel Stevens          |  |
| D. T. | D. T.          | Matt Calcott          |  |

| 11 | Delantero      | Daniel Koprivcic | 68' |
| 9  | Centrocampista | Darren White     | 76' |
| 4  | Centrocampista | Mario Bilen      | 86' |

| 12 | Delantero      | Sam Mason-Smith | 71' |
| 18 | Centrocampista | Cameron Lindsay | 71' |
| 17 | Centrocampista | Roy Kayara      | 81' |

| Anotado | 31' | Emiliano Tade | 1-0 |

| Amonestado | 80' | Chris Bale |

| Amonestado | 88'   | Thomas Doyle |
| Amonestado | 90+2' | Colin Murphy |

| Árbitro | Matt Conger |

| 1     | Guardameta     | Tamati Williams   |  |
| 6     | Defensa        | John Irving       |  |
| 15    | Defensa        | Ivan Vicelich     |  |
| 5     | Defensa        | Ángel Berlanga    |  |
| 3     | Defensa        | Takuya Iwata      |  |
| 23    | Centrocampista | Sam Burfoot 68'   |  |
| 8     | Centrocampista | Chris Bale        |  |
| 13    | Centrocampista | Alex Feneridis    |  |
| 20    | Delantero      | Emiliano Tade     |  |
| 17    | Delantero      | João Moreira 76'  |  |
| 10    | Delantero      | Ryan de Vries 86' |  |
| D. T. | D. T.          | Ramon Tribulietx  |  |

| 1     | Guardameta     | Jacob Spoonley        |  |
| 22    | Defensa        | Justin Gulley         |  |
| 14    | Defensa        | James Musa            |  |
| 18    | Defensa        | Tom Doyle             |  |
| 9     | Defensa        | Cory Chettleburgh 82' |  |
| 19    | Centrocampista | Tobias Bertsch 71'    |  |
| 5     | Centrocampista | Adam Cowan            |  |
| 4     | Centrocampista | Colin Murphy          |  |
| 10    | Centrocampista | Charlie Henry 71'     |  |
| 9     | Delantero      | Henry Fa'arodo        |  |
| 23    | Delantero      | Joel Stevens          |  |
| D. T. | D. T.          | Matt Calcott          |  |

| 11 | Delantero      | Daniel Koprivcic | 68' |
| 9  | Centrocampista | Darren White     | 76' |
| 4  | Centrocampista | Mario Bilen      | 86' |

| 12 | Delantero      | Sam Mason-Smith | 71' |
| 18 | Centrocampista | Cameron Lindsay | 71' |
| 17 | Centrocampista | Roy Kayara      | 81' |

| Anotado | 31' | Emiliano Tade | 1-0 |

| Amonestado | 80' | Chris Bale |

| Amonestado | 88'   | Thomas Doyle |
| Amonestado | 90+2' | Colin Murphy |

| Árbitro | Matt Conger |

| Bandera de Nueva Zelanda |
| Campeón Auckland City    |
| Quinto título            |